# Flauta peruana

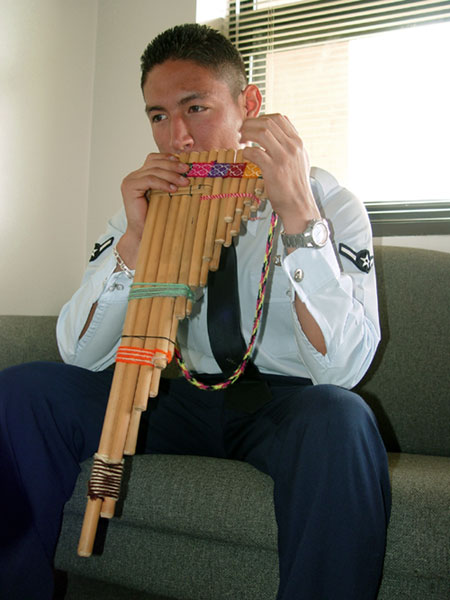
O instrumento sendo executado

Flauta peruana é uma flauta-de-pã tradicional da cultura andina, originária do Peru.
A flauta peruana é um instrumento de sopro que tem um tamanho variável. A mais conhecida tem  seis 'caninhos' na parte da  frente e sete na parte de traz e ela tem uma escala quase duas escalas de ré inteiras e ainda possui mais cinco notas acima. O modo de aprendizagem assemelha-se ao da flauta transversal. Esta flauta representa muito a cultura peruana pois dizem que ela era utilizada em rituais incas. A flauta representa muito bem o estilo de música andina.